# Hongrie aux Jeux olympiques d'hiver de 1928
Cet article contient des informations sur la participation et les résultats de la Hongrie aux Jeux olympiques d'hiver de 1928 à Saint-Moritz en Suisse. Elle était représentée par 13 athlètes. La délégation hongroise n'a pas remporté de médailles.